# Делеэ, Ипполит
Ипполит Делеэ, также Делье, Делейе (фр. Hippolyte Delehaye) (19 августа 1859, Антверпен — 1 апреля 1941, Эттербек) — бельгийский иезуит, специалист по церковной истории и агиографии, член общества болландистов. Занимался критическими изданиями агиографических текстов, установил основные принципы критической агиографии.

## Биография
Ипполит Делеэ происходил из старой и уважаемой католической буржуазной семьи, чьи корни были тесно связаны с франкоговорящей коммуной Шьевр в валлонской провинции Эно. Научные занятия и теология были традиционны для этой семьи. В числе предков Делеэ был Мишель Баюс (фр. Michael Baius; 1513—1589) — бельгийский теолог, занимавший пост профессора и канцлера в Лёвенском университете.
Делеэ прошёл полный начальный курс в Иезуитском коллеже Нотр-Дам (нидерл. Onze-Lieve-Vrouwecollege) в Антверпене, став в 1876 году иезуитским новициатом в Арлоне, где изучал классические языки и философию. Приняв религиозный обет в 1879-м, он отправился изучать философию в Университет Лёвена (1879—1882). До 1886 года Делеэ преподавал математику, естественным науки и фламандский язык в коллеже Сен-Барб в Генте (фр. Sint-Barbaracollege), где после нескольких лет преподавания решил заняться агиографией. Первой его работой стала небольшая статья о растениях в Библии. В 1886—1887 годах Делеэ изучал теологию и историю в Университете Инсбрука (Австрия), но холодный климат Тироля и проблемы со здоровьем вынудили его вернуться в Бельгию. Обосновавшись в Брюсселе, Делеэ приступил к работе в Коллеже Сен-Мишель. Он опубликовал три работы, посвященные Генриху Гентскому, которые привлекли внимание председателя Общества болландистов Шарля Де Смедта (фр. Charles De Smedt; 1833—1911). Под руководство Де Смедта Делеэ написал диссертацию, посвященную бенедиктинскому монаху Гиберу-Мартену де Жамблу. В 1890 году Делеэ был рукоположён в священники.
Деятельность в Обществе болландистов
В 1891 году он занял должность выпускающего редактора издания «Деяния святых» (лат. Acta Sanctorum) — главного коллективного труда Общества болландистов. Специализацией Делеэ стала византийская агиография: в 1895 году под его руководством вышел первый том Библиотеки греческой агиографии — каталога греческих агиографических материалов. В 1902-м Делеэ опубликовал исследования по византийской мартирологии, а три года спустя книгу об агиографических легендах. В 1912 году он стал председателем Общества болландистов, а в 1913 году был избран членом-корреспондентом Королевской академия наук и искусств Бельгии (фр. Académie royale des sciences, des lettres et des beaux-arts de Belgique). В 1918 году арестован немцами за участие в движении Сопротивления и приговорен к 15 годам лагеря. На свободу он вышел уже в ноябре 1918 года после заключения перемирия. Работа над «Деяниями святых» была продолжена при участии Поля Петерса (фр. Paul Peeters; 1870—1950). В 1925 году Делеэ и Петерс вместе с коллегами подготовили четвёртый том Календаря святых за ноябрь месяц.
Статьи и монографии Делеэ печатались во многих академических журналах в Бельгии и за рубежом. Значительная часть его работ была опубликована в журнале болландистов «Analecta Bollandiana». Будучи признанным во всем мире научным авторитетом и специалистом по агиографии, Делеэ являлся членом многих научных обществ и академий: в 1920 году он стал почетным доктором Оксфордского университета, в 1926-м — университета Лёвена. Членкор Американской академии медиевистики (1926).

## Основные труды

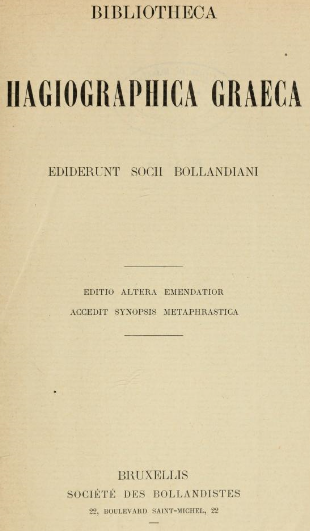
Титульный лист «Bibliotheca Hagiographica Graeca» издания 1909 года

- Bibliotheca hagiographica graeca. Bruxelles, 1895
- Les légendes hagiographiques. Bruxelles, 1905, 1906, 1927, 1955
- Les versions grecques des Actes des martyrs persans sous Sapor II. Bruxelles, 1905
- Les légendes grecques des saints militaires. Bruxelles, 1909
- Les origines du culte des martyrs. Bruxelles, 1912
- À travers trois siècles: l'œuvre des Bollandistes (1615—1915). Bruxelles, 1920
- Les passions des martyrs et les genres littéraires. Bruxelles, 1921
- Les saints Stylites. Bruxelles, 1923
- Sanctus: Essai sur le culte des saints dans l’antiquité. Bruxelles, 1927
- Cinq leçons sur la méthode hagiographique. Bruxelles, 1934